# AJW
AJW is een historisch Brits motorfietsmerk (1926-1981). De naam AJP was ontleend aan de voorletters van de oprichter Arthur John Wheaton.
De bedrijfsnamen waren A.J.W. Motor Co., Exeter, later A.J.W. Motor Co., Bournemouth, J.O. Ball, Wimborne, Dorset, A.J.W. Motorcycles Ltd, Wimborne, Dorset en A.J.W. Motorcydles Ltd., West Drayton.

## Geschiedenis

### A.J. Wheaton
De familie Wheaton had een drukkerij aan Friernhay Street in Exeter. In 1926 presenteerde Arthur John Wheaton twee motorfietsmodellen: één met een 500 cc MAG- en één 1.000 cc British Vulpine inbouwmotor.

### AJW Summit
Dit laatste model, de "Summit" had een Jardine vierversnellingsbak en ging daadwerkelijk in productie. Hij leek veel op de machines van Brough Superior, dat ook het speciaal voor AJW ontworpen frame leverde. Net als de Brough Superior was de AJW uitzonderlijk duur, maar degelijk handgemaakt naar de wensen van de klant. De machine liep 160 km/uur. Onder de klanten bevonden zich bekende coureurs als Claude Temple en Joe Wright. Toen de machine in 1927 in productie ging kon men twee versies leveren: met één en met twee inlaatpoorten per cilinderkop. Klanten moesten lang op hun machines wachten, want ze werden handgemaakt in een deel van de familiedrukkerij. Bovendien moest men vaak wachten op leveringen van toeleveranciers, want zowel de frames als de motorblokken werden ingekocht. In het beste jaar produceerde AJW slechts 250 motorfietsen. Na de Grote Depressie nam de vraag naar dure, luxe motorfietsen sterk af, maar omdat racers nog steeds geïnteresseerd waren bouwde men alleen nog de snellere versie. Desondanks werd de productie in 1931 gestaakt.

### Super Four
In 1928 waren er al zes modellen leverbaar, allemaal konden ze naar keuze worden voorzien van Burman drieversnellingsbakken in plaats van de Jardine. De inbouwmotoren kwamen nu ook deels van JAP. In hetzelfde jaar werd tijdens de Olympia Show de AJW Super Four voorgesteld. Die had een watergekoelde British Anzani viercilinder automotor en een zeer futuristische vormgeving. In 1929 werd de machine opnieuw tentoongesteld, maar tot productie kwam het nooit. Ook in 1928 kwam er een AJW prototype met een Austin 750 cc-viercilindermotor en compressor, die liefst 70 pk leverde.

### Vossen
In 1930 werd de modellenlijn uitgebreid met inbouwmotoren van Blackburne en Villiers. Ze kregen allemaal namen die gerelateerd waren aan vossen, zoals "Silver Fox", "Silver Vixen", "Vixen", "Flying Vixen" en "Flying Fox". In 1931 werden ook 498 cc Rudge Python motoren leverbaar, en in 1932 werden naast de Jap V-twins alleen nog blokken van Villiers en Rudge gebruikt. In 1934 leverde men nog slechts drie modellen, en in 1935 werden nog uitsluitend blokken van JAP ingebouwd. In 1939 kwam er echter weer een licht model, de AJW Lynx, met een 250 cc Villiers tweetaktmotor.

### Jack Ball
Na de Tweede Wereldoorlog verkocht Wheaton het bedrijf aan Jack Ball. Die behield de merknaam en ook de "vossennamen". Wel verplaatste hij het bedrijf, eerst naar Bournemouth, maar al kort daarna naar Wimborne in Dorset. Er werden vanaf 1948 nog slechts twee modellen gemaakt, beiden met JAP motoren. De Speed Fox was een speedwaymotor en werd slechts in kleine aantallen gemaakt. De Grey Fox had een tweecilinder zijklepmotor en was een toermotorfiets, die in 1950 alweer uit de catalogus verdwenen was. In 1952 maakte men nog twee prototypen met JAP motoren met liggende cilinders. In 1957 ging JAP samen met Villiers, maakte vanaf dat moment alleen nog industriemotoren en daarmee was de aanvoer van inbouwmotoren voor AJW beëindigd. Daardoor verdween ook de Speed Fox.

### Badge-engineering
In 1958 ging men badge-engineering toepassen. Men kocht kant en klare motorfietsjes in en verkocht ze onder het AJW-label. Als eerste verscheen de Fox Cub, in feite een Minarelli. Tot 1964 bleef men de Fox Cub leveren, samen met nog enkele andere lichte modellen. Daarna werd het tien jaar stil rond AJW.
Pas in 1974 verschenen er weer AJW brom- en lichte motorfietsjes van 50-, 80- en 125 cc met Sachs- en Morini-tweetakten op de markt. Rond 1978 werd de import weer gestaakt, maar in 1980 importeerde AJW nog bromfietsen met Demm- en Minarelli tweetaktmotoren die in Engeland onder de naam AJW verkocht werden. In 1981 eindigde de levering van AJW motorfietsen definitief.